# Rhododendron protistum
Espèce
Synonymes
- Rhododendron giganteum var. seminudum Tagg & Forrest[1]
- Rhododendron protistum var. protistum[1]

Rhododendron protistum est une espèce de plantes de la famille des Ericaceae.

## Liste des variétés
Selon Catalogue of Life (12 avril 2019) :
- variété Rhododendron protistum var. giganteum

Selon The Plant List (12 avril 2019) :
- variété Rhododendron protistum var. giganteum (Forrest ex Tagg) D.F. Chamb.

Selon Tropicos (12 avril 2019) (Attention liste brute contenant possiblement des synonymes) :
- variété Rhododendron protistum var. giganteum (Forrest ex Tagg) D.F. Chamb.
- variété Rhododendron protistum var. protistum

## Publication originale
- Notes from the Royal Botanic Garden, Edinburgh 12(57–58): 151–152. 1920.